# ゴシック・ロック
ゴシック・ロック（Gothic rock、ゴスロック、ゴス）は、1970年代に誕生した、ポストパンクやオルタナティヴ・ロックのサブジャンルの一つである。暗いテーマと、ゴシック・ホラーやロマンチシズム、実存主義哲学やニヒリズムといった知的なものを扱う。ゴシック・ロックによって、ゴス文化は、ゴス・クラブやゴシック・ファッション、ゴス専門雑誌などの発展を見せた。

## スタイル・起源
音楽ジャーナリストのサイモン・レイノルズによると、標準的なゴシック・ロックの特徴として、「大鎌を振るようなギターの弾き方」や、「メロディの役割を奪うようなピッチの上がったベースライン」、そして「悲しげ（dirgelike）で眠たくなる、あるいは土俗的なアフリカのポリリズムのようなビート」を挙げている。

たとえばスージー・アンド・ザ・バンシーズはギターにフランジャーをかけることが多く、この効果を用いることにより、彼女たちが影響を受けたサイケデリック・ロックの音楽と比べると不安定で冷たくとげとげしい音になる. 。

また、ゴシック・ロックのミュージシャンやバンドの中にはドラムマシンを用いて弱拍を弱くする手法をとる者もいた。
典型的なゴシック・ロックのテーマは暗く、歌詞や音楽の雰囲気にも表れている。
ゴシック・ロックの詩の感性は、ロマン主義、不健全性、実存主義、宗教的な象徴主義、さらには超自然的な神秘主義に基づいている。

マーク・ボラン や、ヴェルヴェット・アンダーグラウンド・アンド・ニコ、ドアーズ、デヴィッド・ボウイ、イギー・ポップ、 セックス・ピストルズといった者たちが初期のゴシック・ロックの美学や慣例を作り上げた。
カート・ローダーは、ヴェルヴェット・アンダーグラウンドの楽曲「オール・トゥモロウズ・パーティーズ」について、「魅了されそうなゴシックロックの名作」と評している。一方、レイノルズはアリス・クーパーの芝居がかった言動やブラックユーモアといった観点から「罪深きゴスのゴッドファーザー」と評している。
ニコが1969年に発表したアルバム『マーブル・インデックス』は、史上初のゴス音楽のアルバムだとみなされることがある 。
荒涼とした音と陰鬱な歌詞、そしてニコの見た目が著しく変わったことと相まって、このアルバムは彼女の代表作の一つとなり、ゴシック・ロック・ムーブメントの視覚的なプロトタイプの一つとなった 。
ゴシック・ロックにおいてドローンが多用されるのはヴェルヴェット・アンダーグラウンドの影響によるものであるほか、深くドラマティックな歌い方はデヴィッド・ボウイに由来するものである（ただし、ボウイはより低いピッチで歌うこともあった）。
初期のゴシック・ロック・グループの歌詞が小説家J・G・バラードの作品群から影響を受けていた一方、ザ・バースデイ・パーティの歌詞は アルチュール・ランボーや シャルル・ボードレールといった文学作品からの影響をうけていた。
1976年、愛と伴侶を求める陰鬱な吸血鬼を主人公とする小説『夜明けのヴァンパイア』がアン・ライスによって発表された。
デイブ・トンプソンによると、この本の存在は口コミでゴシック・ロックのファンたちに広まっていったとされている。同じ年にデビューを果たしたパンク・バンドであるダムドのボーカルは元墓堀人のデイヴ・ヴァニアンであり、彼は吸血鬼のような衣装を着てステージに立っていた。

当時ギタリストを務めていたブライアン・ジェイムスは、「ほかのバンドは安全ピンやボンデージのズボンを身に着けたり唾を吐くことが多かったけど、ダムドは地元の墓地を半分借りてそれをバックに歌うんだ」と述べている。

## 音楽スタイル
マイナー・キーや暗い曲調が一般的だが、メジャー・キーも使われている。
クリーン系や、暖かなオーバードライブのかかったギターサウンドはコーラスやフランジャー、アナログを用いたディレイによって生み出された。また、ゴシック・ロックにおけるエレキ・ギターの音は個性的な奏法になっている。この奏法は、パンク・ロックにおけるダウンストロークからきていて、濃厚な和音の代わりに、尖ったメロディーラインを強調するのに役立っている。

## 歴史

### 第1世代（1979～1985）
初期のゴシック・ロックバンドの多くはイギリス出身だが、Christian Death(ロサンゼルス)、Virgin Prunes（アイルランド）、Xmal Deutschland（ドイツ）、Pink Turns Blue（ドイツ）などイギリス出身以外のバンドも存在する。

#### イギリス
ゴシック・ロックは、パンク・ロックやポスト・パンク、ニューウェイヴから派生していった。ゴスという単語がシーンをあらわすのに使われ始めたのは、1983年になってからである。1970年代後半や1980年代のいくつかのゴシック・ロックバンドは、自分でレーベルを持ち、インディーズからCDを発表していった（例：ベガーズ・バンケット・レコード）。
1979年にゴシックと呼ばれたポスト・パンクのグループは、ジョイ・ディヴィジョンとスージー・アンド・ザ・バンシーズだった。 スージー・アンド・ザ・バンシーズのデビュー・アルバム『香港庭園』から『ノクターン』までの作品や、イアン・カーティスの自殺によって短命に終わったジョイ・ディヴィジョンの『アンノウン・プレジャーズ』、『クローサー』はゴス・シーンに影響を与えた。
また、バウハウス（当初、バウハウス1919と呼ばれていた）やザ・キュアー、キリング・ジョーク、パブリック・イメージ・リミテッドもまたゴス・シーンに影響を与えた。

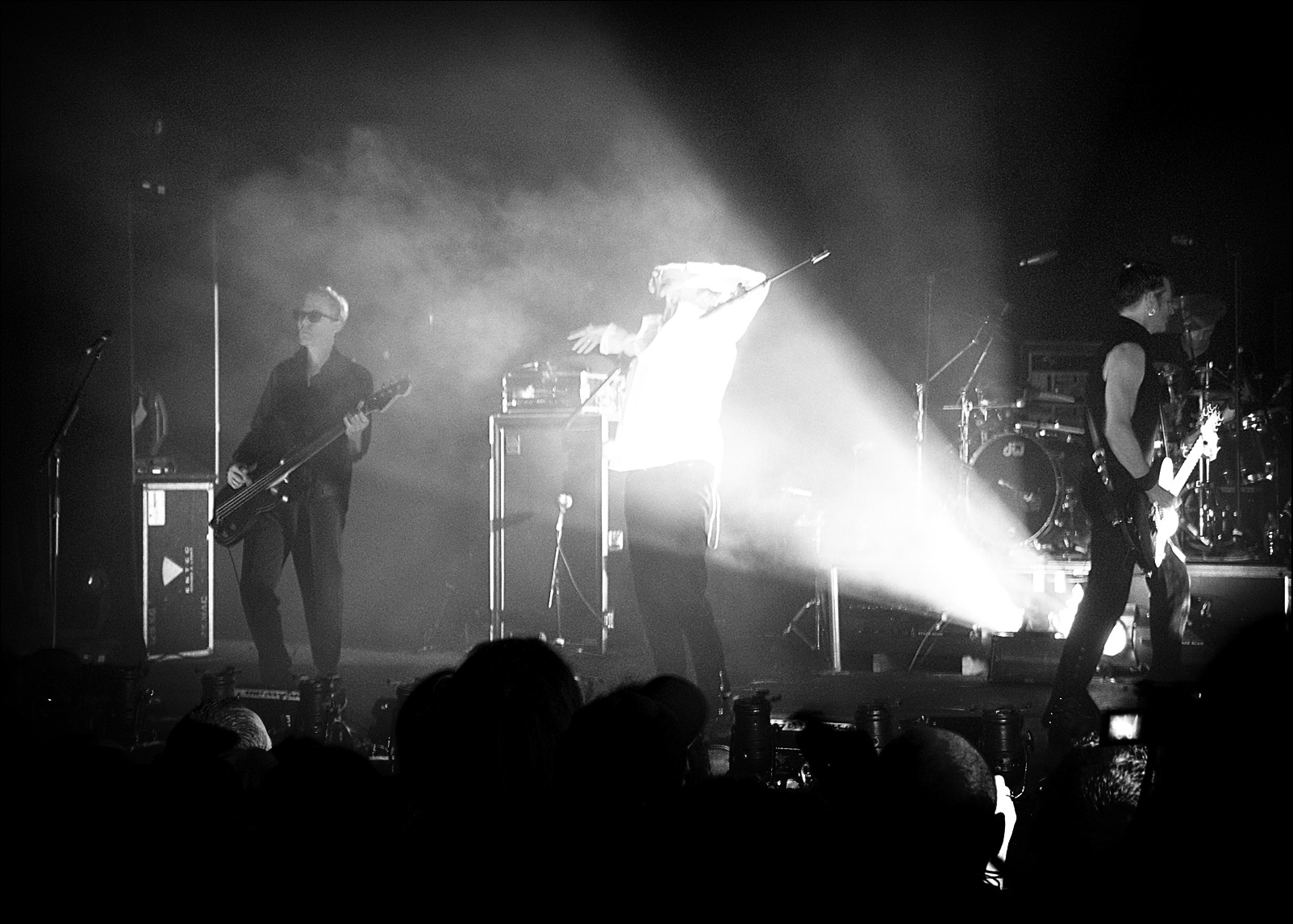
2006年のバウハウスのコンサート

バウハウスは当初、無地のジーパンにTシャツといったファッションだったが、Gloria Mundiと同じ番組に出演してからは、イメージチェンジを行い、最終的には黒ずくめにメーキャップといういでたちとなっていった。デヴィッド・ボウイやT・レックスといったイギリスのグラム・ロックに影響されたバウハウスのデビューシングル「Bela Lugosi's Dead」は、本格的なゴシック・ロックの幕開けと呼ぶにふさわしい作品となっている。スージー・アンド・ザ・バンシーズやザ・キュアーなどのバンドは後に音楽スタイルを変化させていったがバウハウスは1983年の解散まで、ステージパフォーマンスや音楽スタイルにおいて、ゴシックを貫いた。
ダムドのリードボーカルであるデイヴ・ヴァニアンは、ザ・キュアーやスージー・アンド・ザ・バンシーズ、バウハウスにファッション面で影響を与えた。
1970年代後半に結成されたUK Decayは、1980年代に入って頭角を現しつつあるゴス・シーンに影響を与えた。また1980年から1981年にかけて、The Danse SocietyやTheatre of Hate、The March Violets、Play Dead、シスターズ・オブ・マーシー、Gene Loves Jezebelが結成。1982年までに、Sex Gang Children、Southern Death Cult（後のザ・カルト）、Skeletal FamilyやSpecimen、そしてAlien Sex Fiendの出現によって、ゴシック・ロックはより幅広いサブカルチャーになった。1983年にリリースされたSex Gang Childrenのファーストアルバム『Song and Legend』は、ポジティヴ・パンクと呼ばれイギリスのインディー・チャートで1位を獲得した。
ロンドンにあるSpecimenが主催する「Batcave」は、イベントなどの開催場所を与えることでゴス・シーンに貢献した。ゴシック・ロックバンドのメンバーやその取り巻き、及びファンは「Batcave」に集まり、ゴス・クラブのプロトタイプをつくっていった。1983年までイギリスの雑誌は「Batcave」や他の類似する会場をとりあげ、ゴシック・ロックシーンを紹介した。

#### ドイツ・オーストラリア
バウハウスやクリスチャン・デスが自分たちの国でバンドを結成させていたその頃、Geisterfahrer、Xmal Deutschland、Leningrad Sandwich、Malaria!、Belfegore、Pink Turns Blue、Girls Under Glassといったバンドがドイツで結成されていった。また毎年、ドイツのライプツィヒではダーク・ウェイヴ＆ゴシック・フェスティバルである、Wave-Gotik-Treffenが開催された。
オーストラリアでは、ニック・ケイヴのザ・バースデイ・パーティ（1979年になって活動拠点をロンドンに移転）がゴス・シーンに影響を与えた。

#### 日本
日本では現地のパンクシーンを体験しようと渡英し、バウハウス等のゴシックロック勢に衝撃を受けた元MARIA023のジュネが結成したオート・モッドがいわゆる日本のゴシック・ロックの始祖となった。オート・モッドは布袋寅泰等のメンバーを擁しながら1985年まで活動をした。また、彼らのシリーズギグ「時の葬列」においてはG-SCHMITT、Madame Edwarda、SADIE SADSなどが知られている。他方トランス・レコードにおけるASYLUMやSODOM、Z.O.Aのほか、PHAIDIA（RUINSの吉田達也在籍)などのバンドが活動した。

### 第2世代
第2世代のゴスの波の中で、そのゴスという単語とスタイルが『The Face』や『NME』といったイギリスの主要紙に注目されるようになっていった。また、ゴシック・ロックによってゴス・サブカルチャーも広まっていった。1980年代を通して、ヨーロッパのゴス文化とデスロック・ムーブメントと、ニューロマンティックとの融合がしばしばあった。
1980年代のオルタナティブ・ロックの幕開けは、ゴシック・ロックの幕開けをも意味し、将来を期待されていたミュージシャンにシスターズ・オブ・マーシー、Fields of the Nephilim、Rozz Williamsが脱退した新生クリスチャン・デス、元シスターズ・オブ・マーシーのウェイン・ハッセイ率いるザ・ミッション、Mephisto Walz、そしてクリスチャン・デスの作曲とギターを以前担当していたBarry Galvin（通称・Bari-Bari）などがいた。
シスターズ・オブ・マーシーのデビュー・アルバム『マーシーの合言葉 (First and Last and Always)』はイギリスの音楽チャートトップ10に入りを果たした。
Clan of Xymox、デッド・カン・ダンス、コクトー・ツインズといった4ADレコードのミュージシャンの楽曲は、イギリスの大学やラジオ局でオンエアされた。
デペッシュ・モードが体現した、ゴスとポップとインダストリアルの融合とシンセサイザーを使用した楽曲は、Camouflage、Secession、Celebrate the NunやRed Flagといったシンセポップのミュージシャンに影響を与え、ついにゴシック・ミュージックはクラブ・ミュージックとつながりを持ち、シンセポップ感がゴシック・ロックの中に現れ出した。

### 第3世代

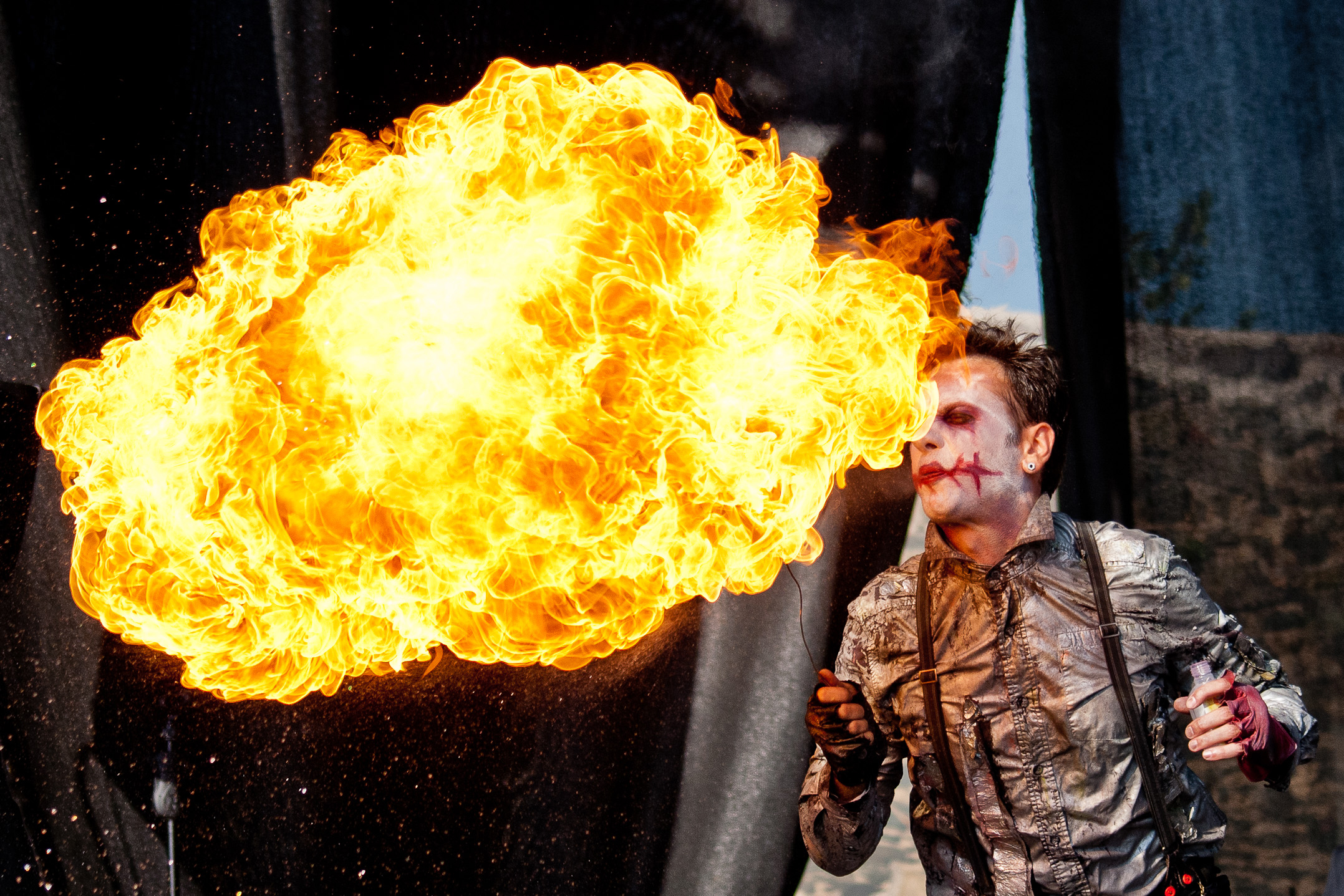
2012年にポーランド・ボルクフで開かれたゴシックイベント「Castle Party」における火吹きパフォーマンス

1990年代に入っても、イギリスからはChildren on Stun、All Living Fear、VendemmianやRosetta Stoneといった新人バンドが現れ、 The Crüxshadows、The Last Dance、Sunshine BlindやThe Shroudも活動を開始した。
ドイツでは、Apocalyptic Vision、Apollyon Rekordings、Deathwish Office、Dion Fortune、Glasnost Records、Hyperium Records、Sounds Of DelightやTalitha Recordsといったレコード会社が、Love Like Blood、Mephisto Walz、The Merry ThoughtsやTwo Witchesといったバンドの楽曲を収録したゴシック・ロックのコンピレーションアルバムをリリースした。
1990年代半ばから後半にかけて、大手レコード会社（特にアメリカやドイツ）では、‘ゴシック・バンド’や‘インダストリアル・バンド’として、マリリン・マンソン、エヴァネッセンスやウィズイン・テンプテーションといった実際はゴシック・ロックのミュージシャンとして活動していないハードロックやヘヴィメタルの人気バンドを扱いだした。またアメリカのマスコミはゴス文化とコロンバイン高校銃乱射事件に関連性があると指摘し中傷した。 
2000年に入ってから、一部のゴス・ロックファンが1980年代の第1世代のファッションや音楽をとりあげ、リバイバル・ムーブメントに参加するようになる。Cinema Strange、QuidamやBlack IceといったDeathrock.comというウェブサイトに関係するバンドは第1世代のゴシック・ロックのスタイルへの回帰に貢献し、ニーナ・ハーゲンは2005年にニューヨーク市で行われたDrop Dead Festivalで大々的に活躍した。
チェリー・レッド・レコードがヨーロッパで初期のゴス・ロックのCDを再発している一方、Dancing FerretやProjekt Records、メトロポリス・レコードはアメリカの市場でゴス・ロックの楽曲を発表し、新たなゴシック・ミュージックがStrobelight Recordsといったヨーロッパのレコード会社からリリースされている。
このように、2011年現在はゴシック・メタルやオルタナティヴ・メタルとの交わりで本来の意味合いが失われつつあったゴシック・ロックであったが、ザ・ホラーズの登場により、再評価が成され始めている。他にもアリエル・ピンクズ・ハウンテッド・グラフィティやセレナ・マニッシュなど第一世代のゴシック・ロックに影響を受けたアーティストが登場しつつある。

## ファッション
ゴシック・ロックバンドの衣装は、19世紀のゴシック文学やホラー映画の影響をうけており、これらほどではないが、BDSM文化からの影響もある. 。
ゴシック・ファッションは、デスロック、パンクロック、両性具有といったサブカルチャーを内包しつつも、ヴィクトリア朝ファッションやルネッサンスならびに中世の服装を基にしたり融合させたりするファッションであり、服装やメイクや髪を黒くすることがほとんどである。

1980年代のゴシック・ロックの歌手は髪をちぢれさせることが多く、ファンもそれを真似していた。

## 他ジャンルへの影響
1990年代、PJ ハーヴェイ やマリリン・マンソン 、マニック・ストリート・プリーチャーズ 、ナイン・インチ・ネイルズといったゴシック要素を持ちつつも、ゴシック・ロックとは無関係のミュージシャンが多数登場した。
Rolling Stoneは「1993年のPJハーヴェイの音楽性は、1曲の間にブルースからゴスからグランジへと傾いていた」と評しており、マリリン・マンソンのようなアメリカのバンドがゴスとディスコの雰囲気と、インダストリアル・ミュージックのサウンドを組み合わせたと評している。
1997年、スピンは実験音楽バンド・ポーティスヘッドの2枚目のアルバム『ポーティスヘッド』について、「ゴシックな雰囲気と、死の匂いと、くらくらするような感覚を味わわせる」と評した。
批評家のバリー・ウォルターズは、デビューアルバムの『ダミー』と比べると、より暗くて深く、かつ不安を感じさせる作品だと評した。

## ゴシック・ロックのアーティスト
- ザ・キュアー
- シスターズ・オブ・マーシー
- スージー・アンド・ザ・バンシーズ
- バウハウス
- The Mission

### ポジティヴ・パンク御三家
ポジティヴ・パンク御三家
- The Danse Society
- Sex Gang Children
- Southern Death Cult